# 劉秉厚
劉秉厚，山東省章邱縣（今章丘市）人。清朝政治人物。

## 生平
劉秉厚於道光二十七年（1847年）考中丁未科二甲第六十六名進士。咸豐年間任貴州司主事，同治三年（1864年）升江南道監察御史，官至戶部掌印給事中。曾對審理兩江總督馬新貽遇刺案的張之萬進行參劾。